# Straßburger Rätselbuch
Das Straßburger Rätselbuch ist das erste im deutschsprachigen Raum bekannte gedruckte Rätselbuch. Es erschien erstmals etwa um das Jahr 1500/1505 und danach in zahlreichen weiteren Auflagen (allein im Zeitraum von 1515 bis 1789 sind 39 davon  erhalten). Damit gehört es auch zu den erfolgreichsten volkstümlich geschriebenen weltlichen Büchern der Frühen Neuzeit.
Es gibt nur eine einzige, allerdings handschriftliche, deutsche Rätselsammlung, die zeitlich kurz zuvor entstand, die 65 Rätsel umfassende so genannte Weimarer Q 565. Einzelrätsel dagegen erschienen schon wesentlich früher und in großer Zahl.
Der Verfasser des in Ermangelung eines eigentlichen Titels so genannten Straßburger Rätselbuches ist nicht bekannt; es wurde die Vermutung angestellt, es könne sich um Thomas Murner handeln.
Das im Original nicht erhaltene Werk enthielt 336 geistliche und weltliche Rätsel, viele Scherzfragen (teils als Wortspiele), Rätselerzählungen mit Auflösungen, daneben auch einzelnen Anekdoten und Sprichwörtern. Einige der Rätsel sind als Paarreime gestaltet. Der Text wird in den Nachauflagen durch wechselnde Titelholzschnitte ergänzt.
In der Auswahl der Themen (viele – teils bereits von Schriftstellern der Antike bekannte – volkstümliche Rätsel aus dem Themenkreis Alltagsleben von Bauern und Handwerkern, aber auch Wissensfragen zu Inhalten der Bibel) und in seiner Ausdrucksweise (teils wird Fäkalsprache verwendet, auch Satire gegenüber anderen Ständen scheint mehrfach auf) wendet sich das Werk an ein breites Publikum in Bürgertum und Adel. 
Das „Straßburger Rätselbuch“ wird als Beleg für ein gestiegenes Bedürfnis nach Unterhaltung im Zeitraum zwischen ausgehendem Mittelalter und beginnender Neuzeit angeführt. Es gilt als Auslöser für den sich ab 1540 bis zum Ende des 16. Jahrhunderts herausbildenden eigenen Buchtyp des „Rätselbuches“. Die Popularität des Werkes veranlasste bereits 1535 den Prediger Johann Behem, ein „Christliches Ratbüchlein für die Kinder“ gegen das Straßburger Rätselbuch zu schreiben, das selbst wieder ein eigenes Teilgenre, den des „Christlichen Rätselbuchs“, begründete. 